# Citrus Heights
Citrus Heights est une ville de Californie, située dans le comté de Sacramento . Lors du recensement de 2010, sa population s’élevait à 83 301 habitants.

## Histoire
Après douze ans de négociations, Citrus Heights a été incorporée le 2 janvier 1997, devenant la cinquième ville du comté de Sacramento.

## Démographie
| 1970   | 1980   | 1990    | 2000   | 2010   | - |
| ------ | ------ | ------- | ------ | ------ | - |
| 21 760 | 85 911 | 107 439 | 85 071 | 83 301 | - |

## Géographie
Selon le bureau du recensement des États-Unis, Citrus Heights a une superficie totale de 36,85 km2, la totalité de ses terres.

## Traduction
- (en) Cet article est partiellement ou en totalité issu de l’article de Wikipédia en anglais intitulé « Citrus Heights, California » (voir la liste des auteurs).